# Muhamed bin Rašid Al Maktum
Muhamed bin Rašid Al Maktum (arapski: محمد بن راشد آل مكتوم, rođen 22. srpnja 1949.), poznat i kao Šeik Muhamed, predsjednik je Vlade Ujedinjenih Arapskih Emirata, vladar Dubaija i jedan od najznačajnijih poslovnih ljudi Bliskog istoka.
Treći je po redu sin pokojnog šeika i emira Dubaija, Rašida bin Saida Al Maktuma. Njegova braća su pokojni šeik i emir Maktum bin Rašid Al Maktum, šeik Hamdan bin Rašid Al Maktum (ministar financija UAE i princ Dubaija) te šeik Ahmed bin Rašid Al Maktum.
Njegov najstariji brat, Maktum bin Rašid Al Maktum, bio je predsjednik Vlade i potpredsjednik UAE do svoje smrti, 4. siječnja 2006. godine, kada je Muhamed automatski naslijedio njegove funkcije.
Muhamedova prva žena je njegova rođakinja Hind Bint Maktum Bin Juma Al Maktum, kojom se vjenčao 1979. godine. Druga njegova žena je Haya Bint Al Hussein, kći pokojnog jordanskog kralja Husseina i polusestra kralja Abdulaha II., kojom se vjenčao u travnju 2004. Šeik Muhamed ima 19 djece: 8 sinova i 11 kćeri. Od toga ima 12 djece s prvom ženom, jedno dijete s drugom ženom te šestero djece s nepoznatim ženama.

## Poslovna karijera
Šeik Muhamed je, još dok je bio princ Dubaija (1995. – 2006.), pokrenuo i nadgledao brojne projekte u emiratu. Među njima su najpoznatiji Palm Islands te superluksuzni hotel Burj Al Arab. Također je aktivno sudjelovao u planiranju Burj Dubaija, najviše građevine na svijetu. Godine 2004., Muhamed je osnovao Dubai Holding, poduzeće koje se bavi raznolikim investicijskim i poslovnim pothvatima. Danas je šeik vlasnik 99,67% poduzeća.
Stručnjaci i mediji se slažu da je šeik najznačajnija figura u meteorskom razvitku Dubaija.

## Sport
Šeik je veliki ljubitelj sporta i često ga, na ovaj ili onaj način, podržava i propagira. Poznat je slučaj iz 2006. godine, kada je Michaelu Schumacheru darovao cijeli umjetni otok u Dubaiju, vrijedan najmanje 4,5 milijuna eura. Osim što je veliki mecena sporta i sportaša, i sam sudjeluje u konjičkim utrkama, a jedan je od najznačajnijih ljudi svjetskog konjičkog sporta, vlasnik brojnih vrhunskih grla te domaćin Dubai World Cupa, konjičke utrke s najvećim nagradama.

### Liverpool F.C.
Prema pisanju engleskih medija, šeik Muhamed je jedno vrijeme bio jako blizu preuzimanju nogometnog kluba Liverpool, no upravni odbor kluba ipak se odlučio za ponudu američkih poslovnih ljudi Hicksa i Gilletta.

## Politička aktivnost
Premda je blago prozapadnjački orijentiran, šeik Muhamed u svakoj prilici ističe svoju privrženost arapskom svijetu. Krajem 2008. godine, otkazao je sve proslave Nove Godine na otvorenom u znak solidarnosti s palestinskim narodom u Pojasu Gaze.

### Dobrotvorni angažman
Šeik Muhamed je poznat po svojim izuzetno velikim dobrotvornim donacijama. Dana 19. svibnja 2007. je na tiskovnoj konferenciji povodom Svjetskog ekonomskog foruma u Ammanu objavio da planira donirati 10 milijardi dolara u dobrotvorne svrhe, u cilju poboljšanja edukacije na Bliskom istoku. Ova donacija je jedna od najvećih u povijesti čovječanstva. Šeik je istakao da je novac namijenjen premošćenju jaza u obrazovanju između arapskog svijeta i razvijenih zemalja, poboljšanju standarda obrazovanja i znanstvenog istraživačkog rada te razvijanju programa za mlade i otvaranju novih radnih mjesta.
U rujnu 2007. šeik je pokrenuo kampanju pod nazivom "Dubai Cares" ("Dubai brine"), kako bi se prikupio novac za obrazovanje jednog milijuna djece iz siromašnih zemalja. Kampanja je doprinos Dubaija programu Ujedinjenih naroda s ciljem omogućavanja osnovnog obrazovanja svakom djetetu na svijetu do 2015. godine. Prikupljena sredstva u kampanji prelaze 900 milijuna dolara.
Dana 3. rujna 2008. šeik Muhamed je, u čast ramazana, pokrenuo novu kampanju pod nazivom "Noor Dubai", koja za zadaću ima pomoći Svjetskoj zdravstvenoj organizaciji u borbi protiv izlječive sljepoće i slabovidnosti.

## Bogatstvo
Godine 2008. Muhamedovo je bogatstvo procijenjeno na 18 milijardi USD, što ga čini petim najbogatijim monarhom svijeta.
Šeik Muhamed je vlasnik udjela u brojnim poduzećima i hotelima. Također je vlasnik farmi konja u SAD-u, Australiji, Ujedinjenom Kraljevstvu i Irskoj. U njegovu posjedu je i najveća svjetska jahta, "Dubai", duga 160 m, ranije u vlasništvu princa Jefrija Bolkiaha od Bruneja.

## Vanjske poveznice
- Službena stranica  Arhivirana inačica izvorne stranice od 8. listopada 2002. (Wayback Machine) (engl.) (arap.)
- Fotografije šeikove jahte Dubai, najveće na svijetu  Arhivirana inačica izvorne stranice od 7. siječnja 2010. (Wayback Machine)
- The Mohammed bin Rashid Al Maktoum Foundation  Arhivirana inačica izvorne stranice od 18. siječnja 2009. (Wayback Machine) (engl.) (arap.)
- udruga "Dubai Cares" - službena stranica (engl.) (arap.)